# 查莉·XCX
夏洛特·埃玛·艾奇逊（英語：Charlotte Emma Aitchison，1992年8月2日—），艺名查莉·XCX，是一名英国歌手和詞曲作家，出生于英国剑桥。
查莉于2008年发布了自己的第一支独立单曲，并在伦敦的仓库舞会首次表演。她於2010年與庇护所唱片簽約，并發佈了首張混音带。查莉的第二張混音带於2012年發佈。在2013年，查莉推出首張專輯《真實浪漫史》，包括單曲You (Ha Ha Ha)和Nuclear Seasons。
在2013和2014年期間，查莉憑藉與Icona Pop合作的單曲I Love It及與伊基·阿塞莉娅合作的單曲Fancy在國際上著名。怦怦心跳於2014年發布，是同年上映電影《生命中的美好缺憾》的主題曲，歌曲在各國音樂排行榜取得了前十名的好成績。同年查莉發佈了專輯《爛咖》，這張專輯包括了打破它、Doing It等歌曲。

## 早期生活
查莉於1992年8月2日出生于英国剑桥，父亲是苏格兰人，母亲是印度人，来自乌干达，沒有兄弟姐妹。她在赫特福德郡长大。查莉在14歲時就開始創作了。之後她進入了畢曉普斯托福德大學，並於2010年離開。隨後進入伦敦大学学院攻读美术学位，一年后退学。

## 職業生涯

### 2008–12: 早期表演与录制
在14岁时，查莉开始使用她父母的贷款录制她的首张专辑。在 2008 年年初，她开始在Myspace页面上上传这张专辑的歌曲和其他的Demo。这引起了许多非法仓库舞会和伦敦东部派对的注意，并邀请她来表演。她的艺名「Charli XCX」是她年轻时她MSN Messenger的屏幕名称。尽管她的演出是非法的，她的父母仍然支持她追求她的事业，并与她参加晚会。她于2008年底发布了单曲!Franchesckaar!和雙A面单曲Emelline/Art Bitch。首张专辑《14》并没有商业发行，只有少量的促销拷贝和用于赠送的副本。在 2010 年与 Asylum 唱片签约之后，她休息了一段时间，并自称为“迷失时期”。
2011年5月，查莉发行了单曲Stay Away，随后于 11 月发行Nuclear Seasons。两支单曲均由阿雷爾·雷徹夏德制作并仅在英国发行。它们吸引了音乐网站Pitchfork Media的注意，并将它们列入2011年最佳歌曲排行榜。2012 年 5 月，查莉发布了首个混音带，其中一个音轨由八首歌曲组成。同年，她支持了Santigold和酷玩乐队的巡演。第二张原创混音带于11月在她的网站上发行。

### 2012–13: 《真实浪漫史》

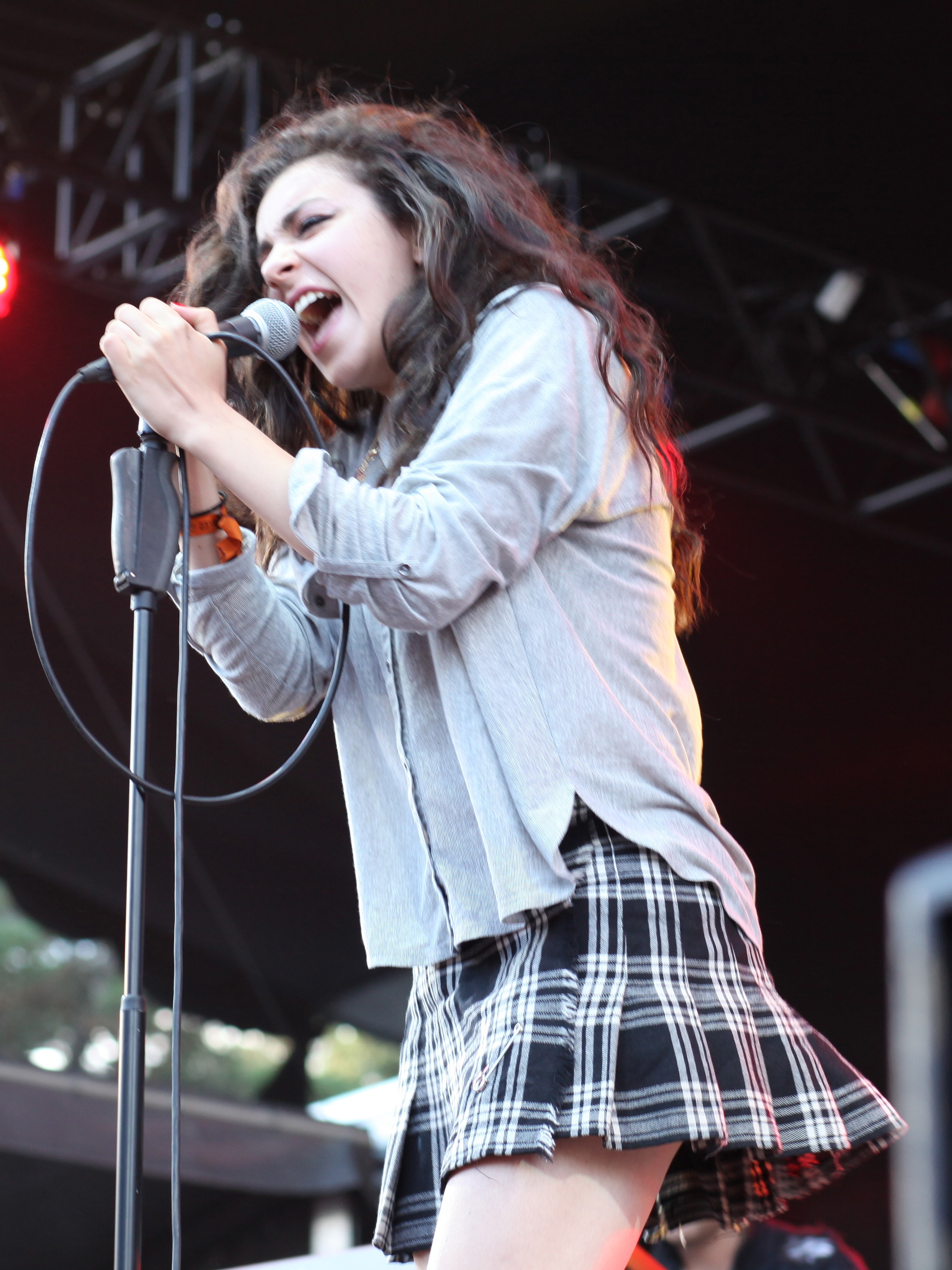
查莉在 Positivus Festival 2013 表演

查莉曾与瑞典流行音乐组合Icona Pop共同编写并献声2012年的单曲I Love It。2013年1月，这首歌出现在电视剧《女孩我最大》之后，这首歌进入了美国《公告牌》百强单曲榜，并获得了第7名的最好成绩。它也曾获得英国单曲排行榜的冠军。
查莉的第二张录音室专辑《真實浪漫史》在2013年4月发行。紧随其后的是单曲You're the One和You (Ha Ha Ha)。她曾说：“这张专辑的每一部分都源自于我自己的浪漫历史，它是非常纯粹的，非常真诚的，也是非常真实的。”这张专辑在英国专辑排行榜上获得了最高 85名的成绩。，在告示牌每周唱片排行榜中最高成绩第5名，在澳大利亚唱片业协会榜中最高成绩第11名。《真实浪漫史》廣受樂評好评。在评论彙總网站Metacritic上，《真实浪漫史》根據18份評論獲得76/100的评价。

### 2013-15: 《爛咖》
2013年6月，查莉开始致力于她的第三张专辑。12月，她发布了单曲SuperLove。这是她独立进入英国单曲排行榜的第一支单曲，并取得了 62名的成绩。在2014年2月，她客串了澳洲饒舌歌手伊姬·阿潔莉亞的单曲Fancy。这支单曲曾登顶美国《公告牌》百强单曲榜，成为两人的首支冠军单曲。
在2014年5月，查莉演唱歌曲怦怦心跳，并收录于电影《生命中的美好缺憾》电影原声带中。它在美国《公告牌》百强单曲榜中最高排名第八名，在英國最高排名第6。同时获得了澳大利亚唱片业协会的白金认证这首歌曲被收录于查莉的第三张专辑《爛咖》。这张专辑于2014年12月在北美发布，隔年2月在欧洲发布。同月演唱歌曲Red Balloon，並收錄於電影《好家在一起》電影原聲帶中。第二支单曲打破它在澳大利亚、德国和奥地利均获得了前十名的成绩。英國歌手瑞塔·奥拉客串的单曲Doing It在英国单曲排行榜的最好成绩为第八名。2015年2月到3月，她客串了美國歌手凱蒂·佩芮的超炫光世界巡迴演唱會。同年10月，她在美國創作歌手泰勒絲的1989世界巡迴演唱會與泰勒絲演出怦怦心跳。

### 2015-2018：《Vroom Vroom》、《Number 1 Angel》和《Pop 2》

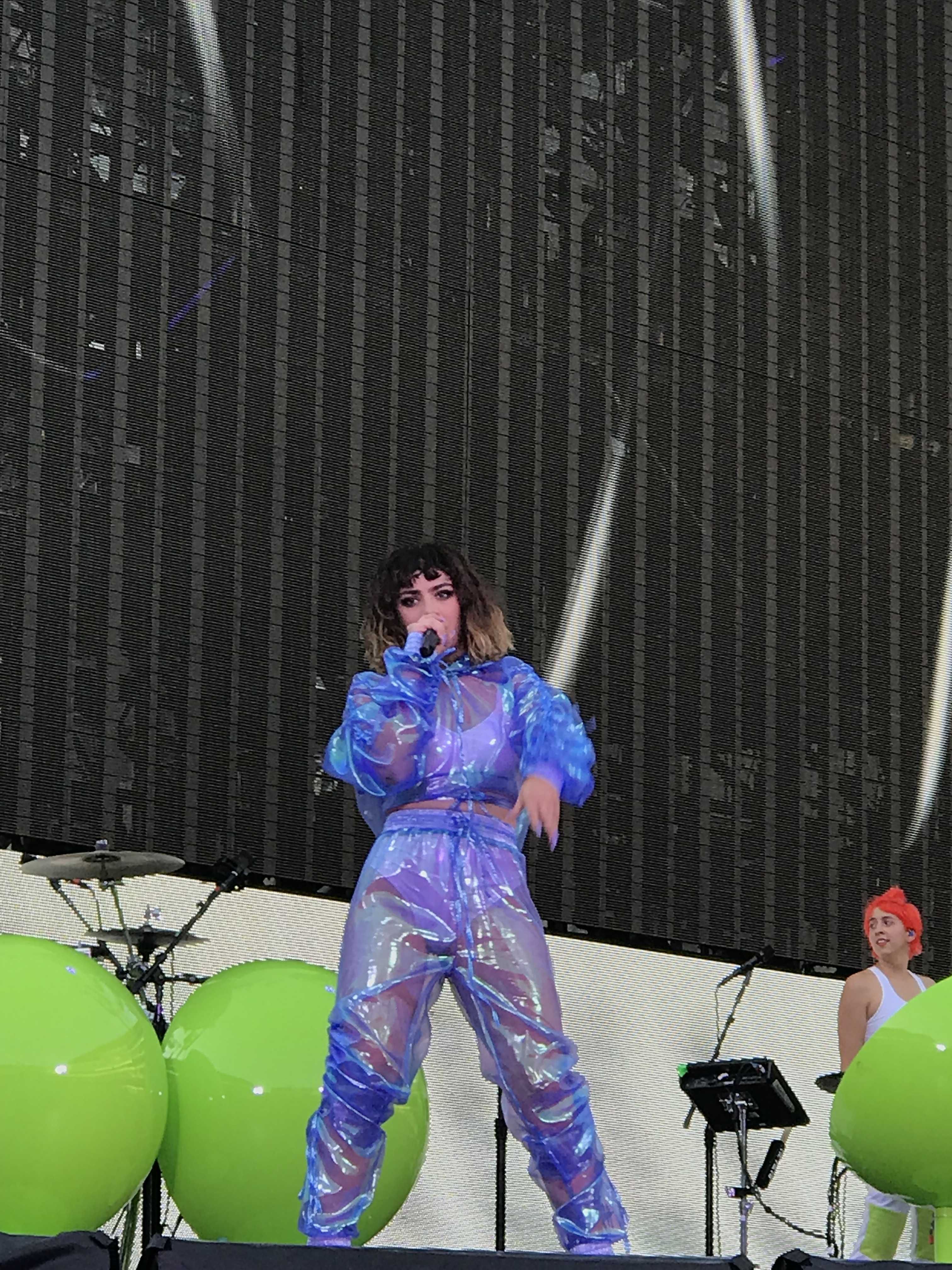
2018年7月，恰莉於泰勒絲的舉世盛名體育場巡迴演唱會上客串演唱

在2015年7月的採訪中，恰莉表示自己正在製作第3張專輯並將其描述為她做過「最流行，也最電音的東西」，製作人蘇菲，BloodPop和Stargate，也證實將會參與專輯的製作。2015年10月，她在Beats 1 Radio Show上首次公開新單曲《Vroom Vroom》，並表示它將是第3張專輯中最先發行的歌曲。隔年2月23日，恰莉公布將會設立全新的實驗流行唱片公司，Vroom Vroom唱片。同時她將會於3天後發行全新迷你專輯《Vroom Vroom》。而同名單曲也將於同天正式發行。迷你專輯中發行的第2張單曲《Trophy》，發行當晚由贊恩·洛在Beats 1電台節目上首次播放。並同時宣布恰莉將會在固定時段主持她自己的Beats 1電台節目。由製作人蘇菲製作的單曲《Vroom Vroom》原本是用於預告第3張錄音室專輯即將發行的宣傳曲。作為一張先鋒流行的迷你專輯，跟前期的專輯比恰莉在風格上出現急遽的變化，並獲得了褒貶不一的評論。同名單曲的音樂影片於2016年4月發布至Apple Music。
2016年7月，唱片品牌PC音樂的創辦人兼英國製作人A.G.庫克宣布已簽約成為恰莉的創意總監。10月28日，第3張專輯的首張單曲餘興派對之後發行。兩天後，單曲錄影帶釋出。單曲於英國單曲榜排行第29名，並獲得英國唱片業協會的銀唱片認證。2017年2月8日，恰莉於吉米夜現場表演由卡莉怪妞客串的新單曲《Bounce》。她在同月的採訪中表示專輯已經完成並將於9月發行。3月10日，恰莉發行了客串包含茉兒、蕾伊、斯塔拉、俄菲、阿布拉和Cupcakke等一系列女歌手的混音帶《第1名天使》，混音帶主要由包含A.G.庫克，EasyFun和蘇菲在內的PC音樂旗下製作人製作。
2017年3月17日，恰莉客串了製作人穆拉·馬薩發行的單曲 《1 Night》。7月26日，單曲《Boys》，和一部由喬·強納斯和布倫登·尤里等男性名人客串並由恰莉執導的音樂錄影帶同時發行；7月27日時，錄影帶在YouTube前25名榜單上排行第2，並在24小時內達到近2百萬的觀看次數。8月6日，恰莉在2017年度Lollapalooza音樂節上演出。8月20日，恰莉的第3張錄音室專輯幾乎外洩，剩餘曲目則於隔年外洩。以《After the Afterparty》作為首張單曲的專輯因此被取消，而恰莉決定重新製作一張新的第3張錄音室專輯。《Number 1 Angel》之後的混音帶，《流行2》，於2017年12月15日發行，其中客串歌手包含卡莉·蕾·傑普森、托芙蘿、艾爾瑪、卡羅琳·波拉切克、布魯克·坎蒂、Cupcakke、帕布洛·薇塔、多利安·伊萊克特拉、麥奇·布朗柯、托米·凱什、金·彼特拉斯、朴載範和茉兒。2018年3月15日，恰莉為了宣傳《流行2》，在洛杉磯的國王戲院演出。
2018年5月，恰莉開始與卡蜜拉·卡貝羅一起擔任泰勒絲的舉世盛名體育場巡迴演唱會的開場嘉賓。在這之後，她開始發行數首單曲。5月31日，於泰勒絲巡演的首場場次表演的單曲清晨5點發行。6月27日，單曲No Angel和Focus同時發行。7月27日，於先前現場表演並於2017年遭外流的單曲《Girls Night Out》發行。

### 2018－2020：《Charli》和《How I'm Feeling Now》

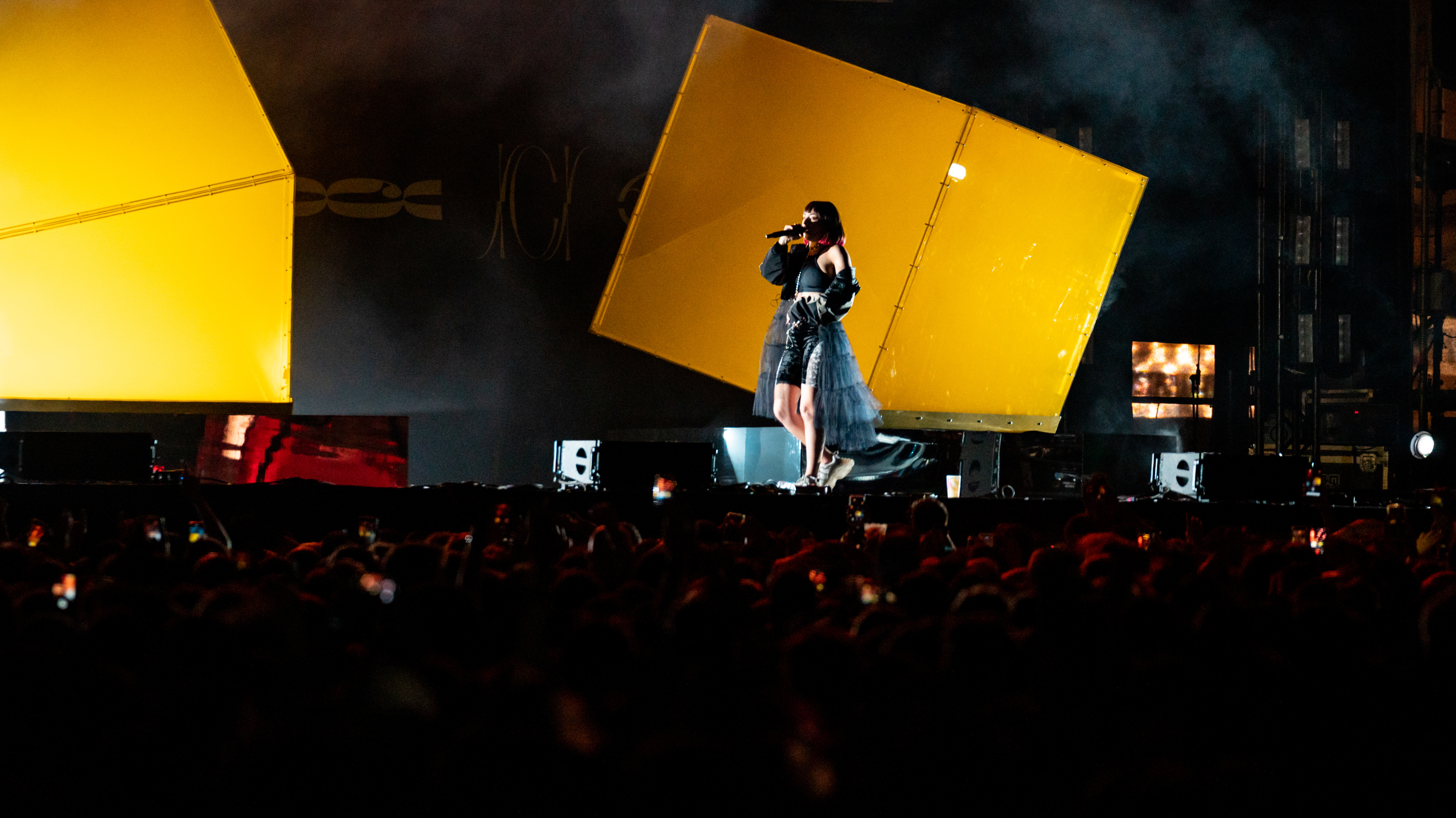
酷娃恰莉於2019年的音樂節Primavera Sound表演

2018年10月5日，酷娃恰莉和南非裔澳洲人特洛伊·希文發行1999，作為她的第3張錄音室專輯《Charli》的首張單曲。單曲在英國單曲排行榜排行第13名並成為她第10首榜排行前40名單曲，以及2015年後第1首榜排行前15名單曲。由恰莉和希文主演，以多種參考1990年代流行文化的造型為特色的1999音樂錄影帶於10月11日釋出。後期恰酷娃莉在茉兒的專輯《Forever Neverland》的歌曲《If It’s Over》中客串獻唱。
2019年5月16日，酷娃恰莉發行《Charli》的第2首單曲都怪你的愛，由美國歌手兼饒舌歌手莉佐客串。歌詞於洛杉磯完成並由作為長期合作者的Stargate在A.G.庫克和EasyFun的協助下製作。《Blame It on Your Love》的元素取自2017年的混音帶《Pop 2》的歌曲Track 10。5月25日，恰莉在BBC Radio 1's Big Weekend表演。30日，她在巴塞隆納的音樂節Primavera Sound上表演《Charli》中與歌手克莉絲汀和皇后合作的歌曲溜走。同日，酷娃恰莉與迪波洛以及Herve Pagez合作歌曲Spicy。6月3日，她透露自己正與特洛伊·希文為《Charli》錄製另一首歌，這是他們繼《1999》後第2次合作。歌曲後期被透露名為《2099》，歌曲2天後於洛杉磯的威爾頓劇院現場表演。6月7日，酷娃恰莉與南韓男子團體防彈少年團的金碩珍、朴智旻以及田柾國為網石遊戲即將發行的遊戲，《BTS World》的原聲帶錄製歌曲Dream Glow。
6月13日，《Charli》的細節於亞馬遜網站上透露。4天後，《Gone》做為專輯的第3首單曲發行。專輯第1首宣傳單曲，由史蓋・芙蕾拉客串的Cross You Out於8月16日發行，專輯4首中第2首宣傳單曲，由海慕樂團客串的Warm發行於8月30日；由克萊羅和Yaeji客串的《February 2017》發行於9月6日；而特洛伊·希文客串的2099則在3天後發行。專輯由庇護所和大西洋唱片發行於9月13日。專輯收錄共15首歌曲，其中客串歌手有特洛伊·希文、莉佐、克莉絲汀和皇后、史蓋・芙蕾拉、金·彼特拉斯、海慕樂團、Cupcakke、布魯克·坎蒂、帕布洛·薇塔、畢格·福里達、托米·凱什、克萊羅、和Yaeji。
在2019冠状病毒病疫情期间，查莉·XCX于2020年4月宣布将发行新专辑《How I'm Feeling Now》。她随后发行了单曲《Forever》、《Claws》和《I Finally Understand》。《How I'm Feeling Now》于2020年5月15日发行。这张专辑是在疫情封锁期间的六周内创作和录制的。根据Metacritic，这张专辑目前与《Pop 2》并列成为查莉·XCX迄今为止最受好评的作品，《卫报》的凯蒂·伊普斯称其为“时代的作品”。

## 藝術性質

### 音樂風格
樂評家主要將恰莉的音樂分為流行舞曲、電音流行、和另類流行。她早期的作品被形容是暗潮和女巫浩室的混和體。 在自己的事業逐漸步入正軌後，她更是在自己的首張專輯中使用了歌德流行和合成器流行等多種曲風，她的第2張專輯被媒體稱作融合了龐克搖滾、新浪潮和強力流行元素的流行龐克。.2016後，她最新的作品《Vroom Vroom》開始朝先鋒流行的風格發展，並同時融合了歐陸舞曲的元素，而隔年發行的混音帶《Number 1 Angel》同樣展現出了受陷阱樂、節奏藍調、電音流行、合成器流行和實驗流行等多種曲風影響的多元風格。大眾媒體時常以她去和關·史蒂芬妮和瑪琳娜等歌手的聲線作比較。

### 所受影響
影響恰莉音樂風格的藝人包括小甜甜布蘭妮、洗髮精合唱團、不要懷疑樂團、t.A.T.u.、多娜樂團、比基尼殺戮、瑪蒂卡、貝琳達·卡萊兒、治療樂隊、女子大廈、蘇克西與女妖、唐娜·桑默、瑪莉蓮·曼森、麵包樂團、辣妹合唱團、聖女合唱團、Uffie、布魯克·坎蒂、小韋恩、凱特·布希、美國恐怖劇集《雙峰》、芭黎絲·希爾頓、正義樂團、水晶城堡、凱文·哈里斯、碧玉、昆汀·塔倫提諾以及女妖蘇西克。
恰莉稱蘇西克為她的「英雄」並表示蕾哈娜是她「最愛的pop girl。」在她著手製作第2張專輯時，她開始受到蜂窩合唱團、 威瑟樂團、雷蒙斯和1960年代的Yé-yé音樂影響。恰莉曾表示「最棒的藝術家就是那些不斷變化的人—好比瑪丹娜和大衛·鮑伊」並表示自己「夢想著能和碧玉、凱特·布希、甚至狄昂‧華薇克這類的歌手合作。」
在這些影響她的歌手中，恰莉最愛的歌包括羅伯特·帕默爾的《Addicted to Love》、黑色黎明的《Set Adrift on Memory Bliss》、Uffie的《Ricky》、抱娃娃合唱團的《Fools Rush In》、賽吉·甘斯柏的《Initials B.B.》、治療樂團的《Just Like Heaven》、芭黎絲·希爾頓的《Stars Are Blind》、以及布蘭妮的《Gimme More》和《Piece of Me》。

## 個人生活
酷娃恰莉有色彩聯覺。她曾說：「我看到的音樂是彩色的。我喜歡黑色、粉色、紫色或者是紅色的音樂——但我不喜歡綠色、黃色或者是棕色的音樂。」她認為自己是女權主義者並寫下歌曲《Body of My Own》作為立場宣言。她同時也製作了有關性別平等的2015年的紀錄片《The F Word and Me》，該片於英國廣播公司第三台首次上映。
酷娃恰莉把自己活動的時間主要劃分成倫敦、洛杉磯，跟加州等3個地區。

## 音樂作品

### 錄音室專輯
- 《真实浪漫史（英语：True Romance (Charli XCX album)）》(True Romance) (2013)
- 《爛咖（英语：Sucker (album)）》(Sucker) (2014)
- 《恰莉》(Charli) (2019)
- 《How I'm Feeling Now》 (2020)
- 《CRASH（英语：CRASH (Charli XCX album)）》(2022)
- 《Brat》（2024）

## 巡演

### 領銜
- 女力北美巡迴演唱會 (Girl Power North America Tour) (2014)
- 恰莉與傑克美國巡迴演唱會 (Charli and Jack Do America Tour) (2015)
- 第一名天使巡迴演唱會 (Number 1 Angel Tour) (2017)
- 流行2演唱會 (Pop 2 Shows) (2018)
- 恰莉現場巡迴演唱會 (Charli Live Tour) (2019)

### 客串
- 聽聽樂團 – 展示自我巡迴演唱會 (Show Us Yours Tour) (2011)
- 阿澤莉亞·班克斯 – 人魚環球巡迴演唱會 (Mermaid Ball) (2012)
- 酷玩乐队 – 彩绘人生巡迴演唱會 (Mylo Xyloto Tour) (2012)
- 艾丽·高登 – 翠鸟时光巡迴演唱會 (The Halcyon Days Tour) (2013)
- 瑪琳娜 – 孤独之心夜店巡迴演唱會 (The Lonely Hearts Club Tour) (2013)
- 帕拉摩爾 – 同名巡迴演唱會 (The Self-Titled Tour) (2013)
- 凱蒂·佩芮 – 超炫光世界巡迴演唱會 (The Prismatic World Tour) (2015)
- 泰勒絲 －1989世界巡迴演唱會 (The 1989 World Tour) (2015)
- 海爾希 – 破碎王國巡迴演唱會 (Hopeless Fountain Kingdom World Tour) (2017)
- 希雅 – 感傷當下巡迴演唱會 (Nostalgic for the Present Tour) (2017)
- 泰勒絲 —舉世盛名體育場巡迴演唱會 (Reputation Stadium Tour) (2018)

## 影視作品

### 音樂影片
| 年份 | 歌曲                 | 歌手（團體）                                       | 職位（角色） | 備註                    |
| ---- | -------------------- | -------------------------------------------------- | ------------ | ----------------------- |
| 2016 | 《I, U, US》         | RAYE                                               | 導演         |                         |
| 2017 | 《Boys》             | 酷娃恰莉                                           | 導演、她自己 | 與莎拉·麥克考根聯合執導 |
| 2017 | 《Phases》           | 艾爾瑪和弗倫奇·蒙塔納                              | 導演         |                         |
| 2017 | 《Dirty Sexy Money》 | 大衛·庫塔、艾佛傑克（酷娃恰莉與弗倫奇·蒙塔納客串） | 導演、她自己 | 與莎拉·麥克考根聯合執導 |
| 2019 | 《Win》              | Nasty Cherry                                       | 導演         |                         |

### 電影
| 年份 | 名稱                         | 角色   | 備註       |
| ---- | ---------------------------- | ------ | ---------- |
| 2015 | 《The F-Word and Me》        | 她自己 | 紀錄片     |
| 2015 | 《Lost in the North》        | 她自己 | 短片       |
| 2015 | 《1989世界巡迴演唱會現場》   | 她自己 | 演唱會影片 |
| 2016 | 《憤怒鳥玩電影》             | 柳     | 角色配音   |
| 2018 | 《舉世盛名體育場巡迴演唱會》 | 她自己 | 演唱會影片 |
| 2019 | 《醜娃娃大冒險》             | 凱蒂   | 角色配音   |

### 電視節目
| 年份 | 名稱                     | 角色               | 備註                           |
| ---- | ------------------------ | ------------------ | ------------------------------ |
| 2014 | 《週六夜現場》           | 她自己             | 音樂嘉賓                       |
| 2014 | 《超級雷射光》           | 凡妮莎羅斯柴德夫人 | 第11集                         |
| 2014 | 《大衛深夜秀》           | 她自己             | 音樂嘉賓                       |
| 2015 | 《The Ride: Charli XCX》 | 她自己             | 主角                           |
| 2015 | 《葛漢·諾頓秀》          | 她自己             | 音樂嘉賓                       |
| 2015 | 《吉米夜現場》           | 她自己             | 音樂嘉賓                       |
| 2017 | 《Celebrity Juice》      | 她自己             | 第18季第1集                    |
| 2018 | 《梦想的声音 (第二季)》  | 她自己             | 第二季 第12期神秘导师/音乐嘉宾 |
| 2018 | 《對口型大作戰》         | 她自己（競爭選手） | 第4季第10集                    |
| 2018 | 《吉米·法倫今夜秀》      | 她自己             | 音樂嘉賓                       |

## 外部連結
- https://www.charlixcx.com/ （页面存档备份，存于）
- 查莉·XCX在互联网电影资料库（IMDb）上的資料（英文）
- Charli XCX在Allmusic上的頁面
- Charli XCX的Discogs页面（英文）